# 더월드교통
더월드교통(The world 交通)은 인천광역시의 시내버스 운송 업체이다. 본사는 인천광역시 연수구 아카데미로51번길 42 (송도동)에 위치해 있다. 계열사로는 같은 관내 시내버스업체인 청룡교통 등이 있다.

## 주요 연혁
- 2009년 9월 15일: 인천광역시 연수구 동춘동 926번지에서 주식회사 천지교통 설립.
- 2010년 1월 3일: 본점을 현 위치로 이전
- 2015년 12월 28일: 강화교통의 2500번 노선을 인수
- 2019년 5월 23일: 회사 명칭을 주식회사 천지교통에서 주식회사 더월드교통으로 변경하였다.
- 2020년 9월 1일: 이순달 대표이사 취임.

## 운행 노선

### 광역버스
| 운행노선 | 운행구간                       | 운행구간 | 운행구간 | 배차간격 (분) | 인가 대수 | 비고                  |
| -------- | ------------------------------ | -------- | -------- | ------------- | --------- | --------------------- |
| 1300번   | 힐스테이트레이크송도2차(201동) | ↔        | 서울역   | 20 - 60       | 17        | 준공영제 미적용 노선. |
| 1301번   | 송도공영차고지                 | ↔        | 서울역   | 20 - 60       | 13        | 준공영제 미적용 노선. |
| 1302번   | 극지연구소                     | ↔        | 서울역   | 20 - 60       | 12        | 준공영제 미적용 노선. |

## 과거 운행 노선

### 간선버스
- ● 780번: 송도공영차고지 - 인천대학교 - 인천대미래관 - 커넬워크 - 동막역- 연수경찰서 - 신동아아파트 - 주안역 - 부천 - 김포공항 (이 노선은 청룡교통에서 양도받은 노선이다.)
- ● 780-1번: 송도공영차고지 - 인천대학교 - 인천대입구역 - 금호아파트 - 동막역 - 연수경찰서 - 신동아아파트 - 시민공원 - 주안역
- ● 780-2번: 송도공영차고지 - 인천대학교 - 이안송도 - 동남스포피아 - 유천아파트 - 선학역 - 문학경기장역 - 신세계백화점

### 급행버스
- ● 908번: 송도공영차고지 - 인천대학교 - 센트럴파크역 - 송도더샾 - 송도풍림아이원 - 동막역 - 동춘역 - 원인재역 - 선학역 - 인천터미널역 - 남인천여중학교 - 한신아파트 - 신기시장 - 인하대후문 (송도행: 독정이고개) (이 노선은 공영급행에서 양도받은 노선이다.)

### 광역버스
- ● 2500번: 계산삼거리 (기점) - 경인교대입구역 - 작전역 - 부평 나들목 - 경인고속도로 - 신월 나들목 - 영등포구청역 - 문래역 - 영등포역 - 여의도 버스 환승센터 - 마포대교 - 마포역 - 공덕역 (2015년 12월 강화교통에서 양도받은 노선이다.)

## 보유 차종

#### 스카이웰
- 스카이웰 리오네

#### 현대자동차
- 현대 뉴 프리미엄 유니버스 스페이스 럭셔리
- 현대 뉴 프리미엄 유니버스 엘레강스 FCEV

## 같이 보기
- 청룡교통

## 갤러리

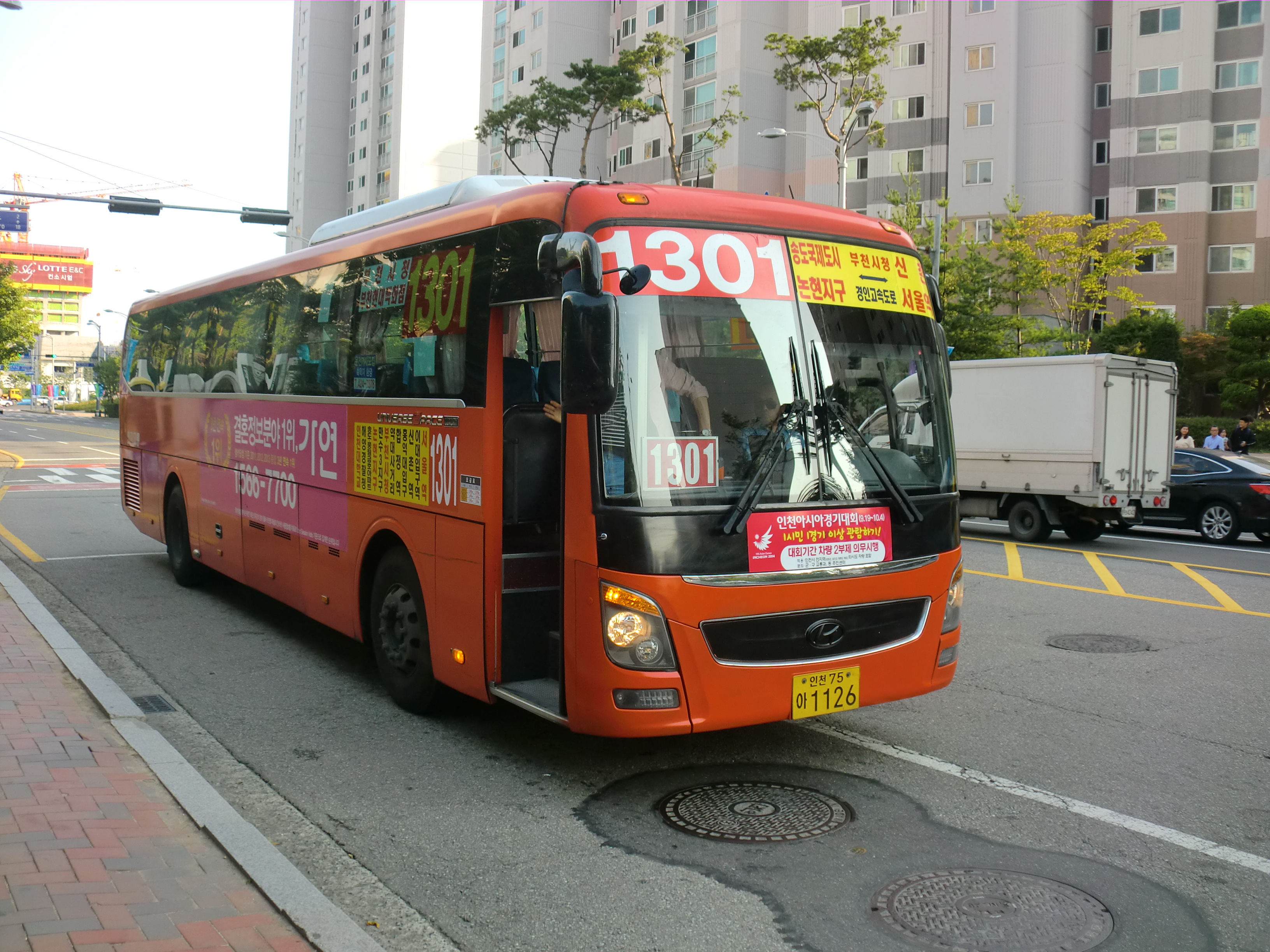
인천시내버스 1301번
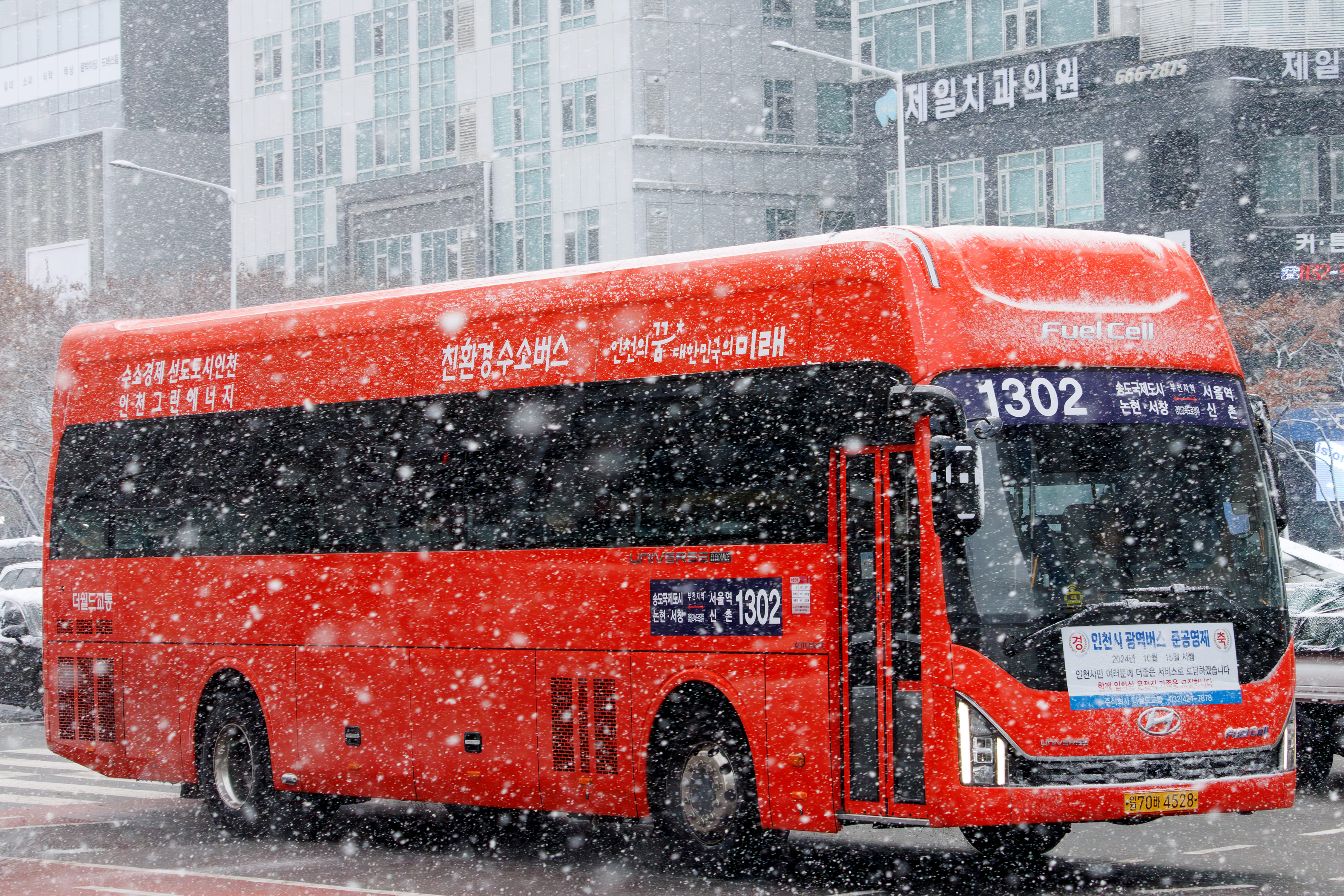
인천시내버스 1302번